# Congratulations: 50 years of the Eurovision Song Contest
Congratulations: 50 years of the Eurovision Song Contest (en español: Felicidades: 50 años del Festival de la Canción de Eurovisión) fue un espectáculo televisado para conmemorar el 50.º aniversario del Festival de Eurovisión, celebrado en Copenhague, Dinamarca el 22 de octubre de 2005.
La emisora anfitriona fue Danmarks Radio. Catorce canciones fueron elegidas por votación en internet y por un jurado de la UER de las 1000 que habían pasado hasta entonces por el concurso, para decidir el mejor tema de los primeros 50 años. Estas canciones fueron interpretadas por un ballet danés en el escenario del Forum de Copenhague mientras se visionaban en una pantalla  las actuaciones originales. Más de 40 países retransmitieron el evento aunque solo 31 miembros de la UER votaron, por medio del televoto.
Los presentadores de la gala fueron la estadounidense Katrina Leskanich (ex componente del grupo Katrina & The Waves, ganadores de 1997) y Renārs Kaupers (solista del grupo letón Brainstorm, terceros de 2000).
La canción ganadora fue el tema Waterloo del grupo ABBA, quienes representaron a Suecia en el Festival de 1974. El segundo lugar fue para Domenico Modugno y Nel blu dipinto di blu de 1958, edición en la que había acabado tercero. El tercer lugar se lo llevó Johnny Logan con Hold me now, tema ganador de la edición de 1987.
Durante el programa salieron a escena algunos de los cantantes más populares que han pasado por el concurso, y se emitieron vídeos de diferentes actuaciones a lo largo de los 50 años, si bien es cierto que muchos seguidores del Festival mostraron su disconformidad con dichos vídeos, que no siempre se centraron en emitir las mejores actuaciones del Festival, recurriendo siempre a la anécdota.

## Canciones participantes
De las 14 canciones participantes, 10 fueron elegidas por una votación por internet. En esta votación los votantes iban a elegir dos canciones por cada uno de los cinco periodos: 1956-1965, 1966-1975, 1976-1985, 1986-1995 y 1996-2005. Los otras cuatro canciones fueron elegidas por un jurado. Las 14 canciones fueron anunciadas en 16 de junio de 2005, sin especificarse cuales fueron elegidas por votación y cuales por jurado.
| País y TV       | Título original de la canción    | Artista            | Edición y resultado          |
| País y TV       | Traducción al español            | Idiomas            | Edición y resultado          |
| --------------- | -------------------------------- | ------------------ | ---------------------------- |
| Alemania ARD    | Ein bißchen Frieden              | Nicole             | Harrogate 1982 - Ganadora    |
| Alemania ARD    | Un poco de paz                   | Alemán             | Harrogate 1982 - Ganadora    |
| Dinamarca DR    | Fly on the Wings of Love         | Olsen Brothers     | Estocolmo 2000 - Ganadora    |
| Dinamarca DR    | Vuela en las alas del amor       | Inglés             | Estocolmo 2000 - Ganadora    |
| España RTVE     | Eres tú                          | Mocedades          | Luxemburgo 1973 - 2.º lugar  |
| España RTVE     | -                                | Español            | Luxemburgo 1973 - 2.º lugar  |
| Grecia ERT      | My number one                    | Helena Paparizou   | Kiev 2005 - Ganadora         |
| Grecia ERT      | Mi número uno                    | Inglés             | Kiev 2005 - Ganadora         |
| Irlanda RTÉ     | What's Another Year?             | Johnny Logan       | La Haya 1980 - Ganadora      |
| Irlanda RTÉ     | ¿Qué es otro año?                | Inglés             | La Haya 1980 - Ganadora      |
| Irlanda RTÉ     | Hold Me Now                      | Johnny Logan       | Bruselas 1987 - Ganadora     |
| Irlanda RTÉ     | Abrázame ahora                   | Inglés             | Bruselas 1987 - Ganadora     |
| Israel IBA      | Diva                             | Dana International | Birmingham 1998 - Ganadora   |
| Israel IBA      | -                                | Hebreo y Español   | Birmingham 1998 - Ganadora   |
| Italia RAI      | Nel blu dipinto di blu           | Domenico Modugno   | Hilversum 1958 - 3.er. lugar |
| Italia RAI      | En el azul pintado de azul       | Italiano           | Hilversum 1958 - 3.er. lugar |
| Luxemburgo CLT  | Poupée de cire, poupée de son    | France Gall        | Nápoles 1965 - Ganadora      |
| Luxemburgo CLT  | Muñeca de cera, muñeca de sonido | Francés            | Nápoles 1965 - Ganadora      |
| Reino Unido BBC | Congratulations                  | Cliff Richard      | Londres 1968 - 2.º lugar     |
| Reino Unido BBC | Felicidades                      | Inglés             | Londres 1968 - 2.º lugar     |
| Reino Unido BBC | Save Your Kisses for Me          | Brotherhood of Man | La Haya 1976 - Ganadora      |
| Reino Unido BBC | Guarda tus besos para mí         | Inglés             | La Haya 1976 - Ganadora      |
| Suecia SVT      | Waterloo                         | ABBA               | Brighton 1974 - Ganadora     |
| Suecia SVT      | -                                | Inglés             | Brighton 1974 - Ganadora     |
| Suiza SSR SRG   | Ne partez pas sans moi           | Céline Dion        | Dublín 1988 - Ganadora       |
| Suiza SSR SRG   | No te vayas sin mí               | Francés            | Dublín 1988 - Ganadora       |
| Turquía TRT     | Everyway That I Can              | Sertab Erener      | Riga 2003 - Ganadora         |
| Turquía TRT     | De cualquier manera que pueda    | Inglés             | Riga 2003 - Ganadora         |

## Resultados

### Primera Ronda
| N.º | País        | Intérprete(s)      | Canción                       | Lugar | Puntos |
| --- | ----------- | ------------------ | ----------------------------- | ----- | ------ |
| 01  | Reino Unido | Cliff Richard      | Congratulations               | 8     | 105    |
| 02  | Irlanda     | Johnny Logan       | What's Another Year?          | 12    | 74     |
| 03  | Israel      | Dana International | Diva                          | 13    | 39     |
| 04  | España      | Mocedades          | Eres Tú                       | 11    | 90     |
| 05  | Alemania    | Nicole             | Ein Bißchen Frieden           | 7     | 106    |
| 06  | Italia      | Domenico Modugno   | Nel Blu Dipinto Di Blu        | 2     | 200    |
| 07  | Suecia      | ABBA               | Waterloo                      | 1     | 331    |
| 08  | Dinamarca   | Olsen Brothers     | Fly On The Wings Of Love      | 6     | 111    |
| 09  | Luxemburgo  | France Gall        | Poupée De Cire, Poupée De Son | 14    | 37     |
| 10  | Turquía     | Sertab Erener      | Everyway That I Can           | 9     | 104    |
| 11  | Suiza       | Céline Dion        | Ne Partez Pas Sans Moi        | 10    | 98     |
| 12  | Irlanda     | Johnny Logan       | Hold Me Now                   | 3     | 182    |
| 13  | Reino Unido | Brotherhood of Man | Save Your Kisses For Me       | 5     | 154    |
| 14  | Grecia      | Helena Paparizou   | My Number One                 | 4     | 167    |

### Segunda Ronda
| País        | Intérprete(s)      | Canción                 | Lugar | Puntos |
| ----------- | ------------------ | ----------------------- | ----- | ------ |
| Suecia      | ABBA               | Waterloo                | 1     | 329    |
| Italia      | Domenico Modugno   | Nel Blu Dipinto Di Blu  | 2     | 267    |
| Irlanda     | Johnny Logan       | Hold Me Now             | 3     | 262    |
| Grecia      | Helena Paparizou   | My Number One           | 4     | 245    |
| Reino Unido | Brotherhood of Man | Save Your Kisses For Me | 5     | 230    |

El programa contó con la participación de, entre otros, Massiel, Mocedades, Dana International, Carola, Alsou, Anne Marie David, Ronan Keating, Brotherhood Of Man, Eimear Quinn o Marie Myriam. Lys Assia, primera ganadora de Eurovisión, pronunció durante la retransmisión: «Han pasado muchos años, pero aún seguimos aquí juntos».